# الجديعية (أسلم)

تعديل مصدري - تعديل

الجديعية هي إحدى قرى عزلة أسلم الشام بمديرية أسلم التابعة لمحافظة حجة، بلغ تعداد سكانها 88 نسمة حسب تعداد اليمن لعام 2004.